# Вигода (Житомирський район)
Ви́года (раніше — Поправка-Вигода) — село в Україні, у Березівській сільській територіальній громаді Житомирського району Житомирської області. Кількість населення становить 289 осіб (2001). У 1923—34 роках — адміністративний центр колишньої однойменної сільської ради. Колишнє лютеранське село, лежить північно-західніше Житомира.

## Населення
У 1906 році чисельність населення становила 276 осіб, дворів — 40, у 1923 році — 373 особи, дворів — 79, у 1924 році — 429 осіб (з перевагою населення німецької національности), дворів — 85.
Відповідно до результатів перепису населення СРСР, кількість населення, станом на 12 січня 1989 року, становила 249 осіб. Станом на 5 грудня 2001 року, відповідно до перепису населення України, кількість мешканців села становила 289 осіб.

## Історія
Наприкінці 19 століття — село Пулинської волості Житомирського повіту Волинської губернії. Належало до православної парафії у Вільську, за 6 верст.
У 1906 році — Поправка-Вигода, сільце Пулинської волості (2-го стану) Житомирського повіту Волинської губернії. Відстань до губернського та повітового центру, м. Житомир, становила 10 верст, до волосного центру, містечка Пулини — 25 верст. Найближче поштово-телеграфне відділення розміщувалося на станції Рудня.
У 1923 році — сільце Вигода; включене до складу новоствореної Вигодської сільської ради, яка, 7 березня 1923 року, увійшла до складу новоутвореного Черняхівського району Житомирської (згодом — Волинська) округи; адміністративний центр ради. Розміщувалося за 18 верст від районного центру, міст. Черняхів.
Село постраждало внаслідок геноциду українського народу, проведеного урядом СРСР 1932—1933.
11 квітня 1934 року, внаслідок ліквідації Вигодської сільської ради, село підпорядковане Садківській сільській раді Черняхівського району Київської області. 17 жовтня 1935 року, в складі сільської ради, передане до Житомирської міської ради, 14 травня 1939 року — до складу новоствореного Житомирського району Житомирської області. 12 травня 1958 року, внаслідок об'єднання сільських рад, село підпорядковане Березівській сільській раді Житомирського району. 30 грудня 1962 року, в складі сільської ради, увійшло до Коростишівського району, 4 січня 1965 року повернуте до складу відновленого Житомирського району. 14 листопада 1991 року, відповідно до рішення Житомирської обласної ради «Про внесення змін в адміністративно-територіальний устрій окремих районів», село підпорядковане Садківській сільській раді Житомирського району.
12 червня 2020 року, відповідно до розпорядження Кабінету Міністрів України № 711-р від 12 червня 2020 року «Про визначення адміністративних центрів та затвердження територій територіальних громад Житомирської області», територію та населені пункти Садківської сільської ради Житомирського району включено до складу Березівської сільської територіальної громади Житомирського району Житомирської області.